# Martin Clunes
Alexander Martin Clunes, OBE (født 28. november 1961) er en britisk skuespiller, mest kendt for rollen som Dr. Martin Ellingham i Doc Martin og Gary Strang i Når mænd er værst. Clunes har også lagt stemme til Kipper i den animerede tv-serie Kipper og været fortælleren på en række dokumentarserier for ITV.
I 2015 blev han udnævnt til Officer of the Order of the British Empire (OBE), for sit virke som skuespiller og arbejde for velgørenhed.

## Udvalgt filmografi

### Film
- Shakespeare in Love (1998) – Richard Burbage

### Tv-serier
- Kipper (1997–2000; 78 afsnit) – Kipper, stemme
- Når mænd er værst (1992–98; 45 afsnit) – Gary Strang
- Doc Martin (2004–) – Dr. Martin Ellingham